# Сан Ђорђо (Асти)
Сан Ђорђо је насеље у Италији у округу Асти, региону Пијемонт.
Према процени из 2011. у насељу је живело 49 становника. Насеље се налази на надморској висини од 258 м.